# Wilfredo León

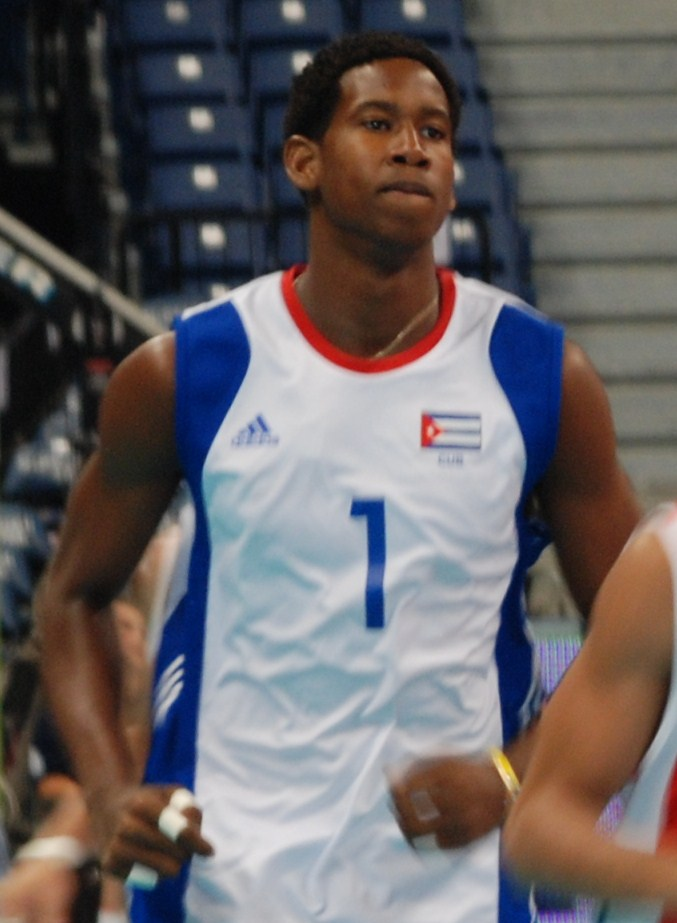
Wilfredo León reprezentantem Kuby w 2009 roku

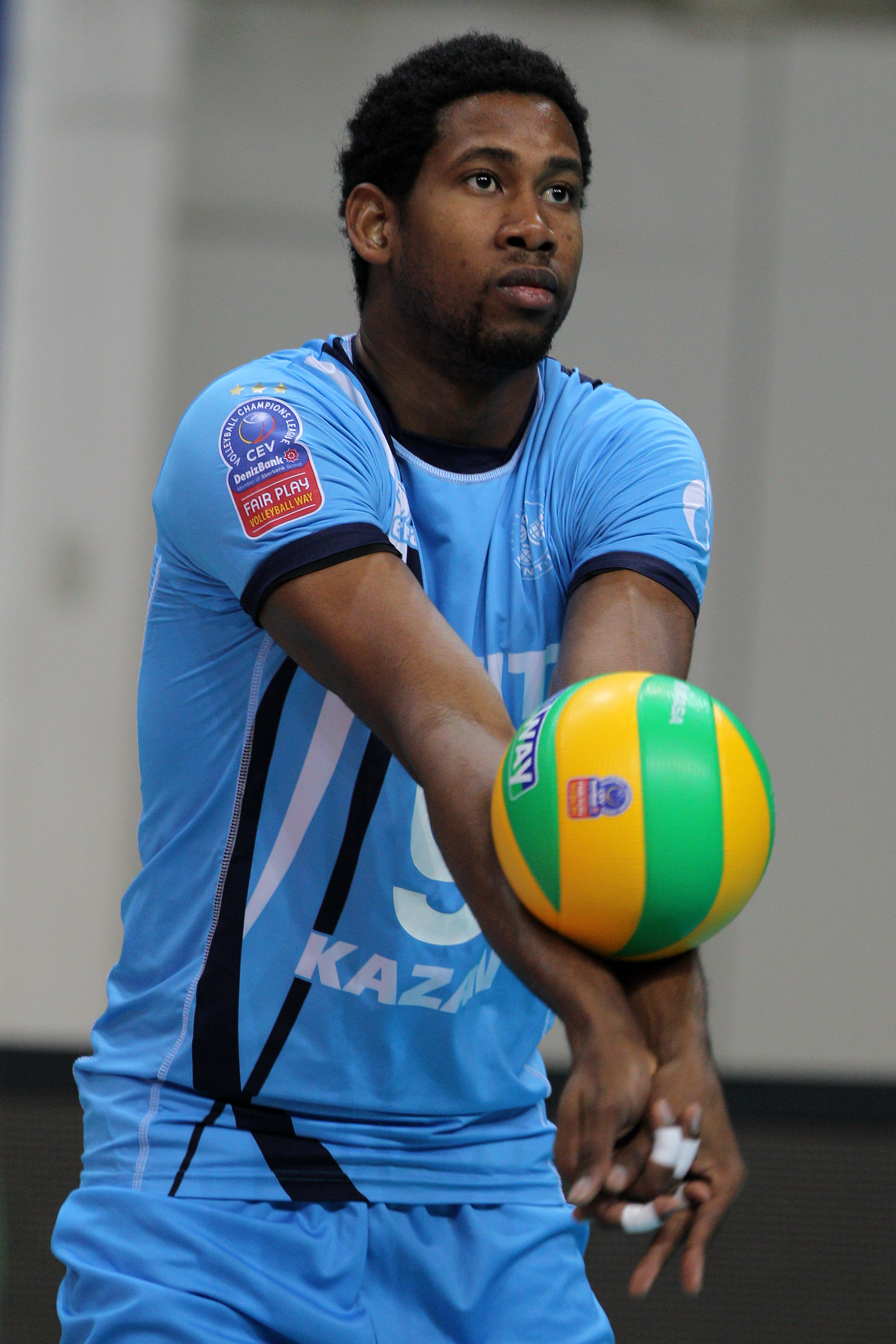
Wilfredo León zawodnikiem Zenitu Kazań w sezonie 2015/2016

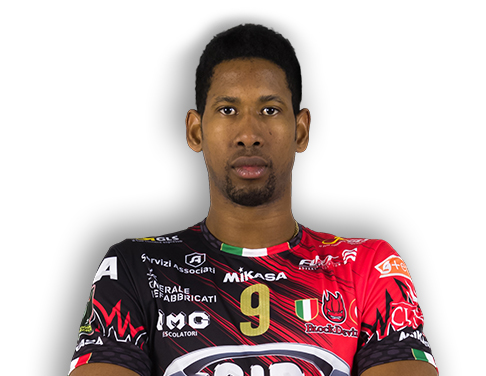
Wilfredo León zawodnikiem Sir Safety Perugia

Wilfredo León Venero (ur. 31 lipca 1993 w Santiago de Cuba) – kubańsko-polski siatkarz, grający na pozycji przyjmującego. Wicemistrz olimpijski z Paryża. Były reprezentant Kuby w latach 2007–2012. Od 24 lipca 2019 reprezentant Polski.

## Życiorys
Syn Wilfredo Leóna Hechavarría, byłego zapaśnika i Aliny Venero Boza, byłej siatkarki. Jego bracia trenowali baseball i koszykówkę. Urodził się jako wcześniak, ważył trochę ponad dwa kilogramy.
Mając 12 lat zaczął uczyć się w Narodowej Kubańskiej Szkole Siatkówki, gdzie kształcił się na nauczyciela wychowania fizycznego. Jest absolwentem szkoły średniej Santiago de Cuba. Mimo świetnych ocen m.in. z matematyki i historii, po przeprowadzce do Polski, nie kontynuował nauki, skupiając się na karierze sportowej. W reprezentacji Kuby zadebiutował w wieku 14 lat w turnieju eliminacyjnym do Igrzysk olimpijskich w Pekinie. W wieku 17 lat został wybrany na kapitana reprezentacji Kuby. W 2010 roku brał udział w letnich igrzyskach młodzieży w Singapurze, gdzie z reprezentacją narodową Kuby zdobył złoto. W 2012 roku zrezygnował z gry w reprezentacji Kuby po przegranych kwalifikacjach do Igrzysk Olimpijskich w Londynie. Zdecydował się na grę w klubie poza Kubą, a to oznaczało skreślenie go z listy reprezentantów kraju, gdyż taką zasadę stosują kubańskie federacje sportowe.
W latach 2011–2022 współpracował z menadżerem sportowym Andrzejem Grzybem.
W latach 2014−2018 był zawodnikiem Zenitu Kazań. W maju 2015 roku był zawodnikiem katarskiego klubu Ar-Rajjan SC, występując w turnieju o Puchar Emira Kataru. W maju 2016 roku zdobył Puchar Kataru, wraz z drużyną Ar-Rajjan SC. W latach 2018–2024 występował we włoskiej Serie A1, w drużynie Sir Safety Perugia. Jego zarobki we włoskim klubie sięgały 1,4 mln dolarów rocznie (ok. 5,3 mln złotych). W sezonie 2024/2025 został zawodnikiem Bogdanki LUK Lublin.
W lipcu 2015 roku w Podkarpackim Urzędzie Wojewódzkim w Rzeszowie Wilfredo otrzymał akt nadania obywatelstwa polskiego.
Od 24 lipca 2019 roku Wilfredo León występuje w siatkarskiej reprezentacji Polski. Zgodę w tej sprawie wydała Kubańska Federacja Piłki Siatkowej. Międzynarodowa Federacja Piłki Siatkowej (FIVB) 24 lipca 2017 r. otrzymała zgodę Kubańczyków na zmianę macierzystej federacji siatkarza z kubańskiej na polską. 1 września 2017 r. potwierdzenie tej decyzji dostarczono do siedziby Polskiego Związku Piłki Siatkowej. 27 lipca 2019 roku Wilfredo León zadebiutował w reprezentacji Polski w towarzyskim meczu z reprezentacją Holandii, który reprezentacja Polski wygrała 3−0.
W 2021 roku został twarzą promującą portal Sport Interia.
29 maja 2021 roku w Lidze Narodów w meczu przeciwko reprezentacji Serbii zaserwował 13 asów, co jest rekordem w dotychczasowych rozgrywkach Ligi Narodów.
Od 2021 roku jest współwłaścicielem klubu Anioły Toruń, natomiast jego żona Małgorzata jest wiceprezesem. Od 30 sierpnia 2021 roku nawiązał współpracę z firmą ZAMST. Od lutego 2024 roku nawiązał współpracę z marką Plusssz.
5 września 2023 roku na Mistrzostwach Europy w meczu z reprezentacją Danii posłał zagrywkę z prędkością 138 km/h, gdzie poprawił rekord prędkości zagrywki w historii Mistrzostw Europy.
W 2024 roku w reżyserii i według scenariusza Adama Bortnowskiego, Dariusza Goczały i Mikołaja Wita powstał film 22-minutowy  „Wilfredo León. W drodze do Paryża 2024”. Produkcja - Bongo Media Production, dystrybucja - Warner Bros. Discovery.
4 stycznia 2025 roku zajął 3. miejsce w 90. Plebiscycie „Przeglądu Sportowego” i Polsatu.
Podczas Gali Polskiej Ligi Siatkówki 2025 został wybrany Siatkarzem sezonu PlusLigi 2024/2025.
W połowie czerwca 2025 roku jego klubowa koszulka Bogdanki LUK Lublin została podarowana dla papieża Leona XIV z rąk zawodnika drużyny z Lublina Jakuba Wachnika i jego żony Magdaleny.

## Życie prywatne
W 2015 roku Wilfredo León otrzymał polskie obywatelstwo.
Po raz pierwszy ze swoją przyszłą żoną Małgorzatą Gronkowską spotkał się w 2011 roku podczas turnieju finałowego Ligi Światowej 2011, odbywającego się w Gdańsku. Małgorzata była wówczas dziennikarką i chciała przeprowadzić wywiad z młodą gwiazdą siatkówki. W 2016 para wzięła ślub. Mają trójkę dzieci: Natalię (ur. 2017), Cristiana (ur. 2019) oraz drugą córkę Selenę (ur. 2023).
W wolnej chwili jego pasją jest wędkarstwo.

## Sukcesy klubowe
Mistrzostwo Kuby:
- 2009, 2010, 2011

Puchar Rosji:
- 2014, 2015, 2016, 2017

Liga Mistrzów:
- 2015, 2016, 2017, 2018

Mistrzostwo Rosji:
- 2015, 2016, 2017, 2018

Klubowe Mistrzostwa Świata:
- 2017, 2022[29], 2023[30]
- 2015, 2016

Superpuchar Rosji:
- 2015, 2016, 2017

Puchar Kataru:
- 2016

Puchar Włoch:
- 2019, 2022[31], 2024[32]

Mistrzostwo Włoch:
- 2024[33]
- 2019, 2021, 2022[34]

Superpuchar Włoch:
- 2019, 2020, 2022[35], 2023[36]

Puchar Challenge:
- 2025[37]

Mistrzostwo Polski:
- 2025[38]

## Sukcesy reprezentacyjne
z reprezentacją Kuby
Mistrzostwa Świata Juniorów:
- 2009

Mistrzostwa Ameryki Północnej, Środkowej i Karaibów:
- 2009, 2011

Puchar Wielkich Mistrzów:
- 2009

Mistrzostwa Świata:
- 2010

Igrzyska Panamerykańskie:
- 2011

Liga Światowa:
- 2012

z reprezentacją Polski
Mistrzostwa Europy:
- 2023
- 2019, 2021

Puchar Świata:
- 2019

Liga Narodów:
- 2023[39], 2025[40]
- 2021
- 2024[41]

Igrzyska Olimpijskie:
- 2024[42]

## Nagrody indywidualne
- 2009: MVP oraz najlepszy atakujący Mistrzostwa Ameryki Północnej, Środkowej i Karaibów
- 2009: Najlepszy serwujący Ligi Światowej
- 2009: Najlepszy atakujący Mistrzostwa Ameryki Północnej, Środkowej i Karaibów
- 2011: MVP Igrzysk Panamerykańskich
- 2011: Najlepszy atakujący i punktujący Mistrzostwa Ameryki Północnej, Środkowej i Karaibów
- 2011: wybrany został do FIVB Heroes
- 2015: MVP i najlepszy przyjmujący turnieju finałowego Ligi Mistrzów
- 2015: Najlepszy przyjmujący Klubowych Mistrzostw Świata
- 2016: MVP oraz najlepszy przyjmujący turnieju finałowego Ligi Mistrzów
- 2016: Najlepszy przyjmujący Klubowych Mistrzostw Świata
- 2017: Najlepszy przyjmujący turnieju finałowego Ligi Mistrzów
- 2017: Najlepszy przyjmujący Klubowych Mistrzostw Świata
- 2018: Najlepszy przyjmujący turnieju finałowego Ligi Mistrzów
- 2019: MVP turnieju finałowego Pucharu Włoch
- 2019: Najlepszy przyjmujący Mistrzostw Europy
- 2019: Najlepszy przyjmujący Pucharu Świata
- 2019: MVP Superpucharu Włoch
- 2020: MVP Superpucharu Włoch
- 2022: MVP turnieju finałowego Pucharu Włoch[31]
- 2022: Najlepszy przyjmujący Klubowych Mistrzostw Świata
- 2023: MVP i najlepszy przyjmujący Mistrzostw Europy[43]
- 2025: Najlepszy przyjmujący turnieju finałowego Ligi Narodów[44]

## Odznaczenia
- Krzyż Kawalerski Orderu Odrodzenia Polski – 2024[45][46]

## Wyróżnienia
- Laureat nagrody im. A. Kuzniecowa w sezonie 2014/2015[47].